# 2006 중국야구리그
2006 중국야구리그 또는 CBL 2006시즌은 톈진 라이온스가 광둥 레오파스를 CBL 챔피언 시리즈에서 3승으로 누르고 우승하며 끝이났다. 6개 구단이 되면서 지구를 2개지구로 나눠서 치른 첫 시즌이다.

## 소속 야구 팀

### 서남화북지구
- 베이징 타이거즈
- 톈진 라이온스
- 쓰촨 드래곤스

### 동남화동지구
- 상하이 골든이글스
- 광둥 레오파스
- 장쑤 호프스타스

## 같이 보기
- 중국야구리그